# Eopselaphus sexmaculatus
Eopselaphus sexmaculatus is een keversoort uit de familie schijnboktorren (Oedemeridae). De wetenschappelijke naam van de soort is voor het eerst geldig gepubliceerd in 1986 door Švihla.